# Masako Yoshida
Masako Yoshida (吉田 雅子 Yoshida Masako?), är en japansk tidigare fotbollsspelare.
Masako Yoshida debuterade för japans landslag den 9 september 1981 i en 0–9-förlust mot Italien. Hon spelade 1 landskamp för det japanska landslaget.